# براكستون كرافن
براكستون كرافن (22 أغسطس 1822 - 7 نوفمبر 1882) كان معلمًا أمريكيًا. شغل منصب الرئيس الثاني للمؤسسة التي أصبحت جامعة ديوك من عام 1842 حتى عام 1863 ثم مرة أخرى من عام 1866 حتى عام 1882. والتي عرفت باسم معهد الاتحاد من عام 1841 حتى عام 1851، وكلية نورمال حتى عام 1859، وكلية ترينيتي حتى عام 1924. درّس اللغات القديمة والأخلاقيات والفلسفة والقانون والبلاغة والمنطق في جامعة ديوك.

## حياته ومهنته
ولد كرافن في مقاطعة راندولف (كارولاينا الشمالية) في عام 1822، وحصل على ترخيص كواعظ من الكنيسة الميثودية في عام 1840. حصل على درجة بكالوريوس في الآداب (مرتبة الشرف) في عام 1849 من كلية راندولف-ماكون، وحصل على عدة درجات أخرى خلال حياته. اشتملت حياته المهنية على المناصب التعليمية والإدارية التالية: طالب ومدرّس، في معهد الاتحاد (1841-1842)؛ ومدير معهد الاتحاد (1842-1851)؛ ورئيس كلية نورمال (1851-1859)؛ ورئيس كلية ترينيتي (1859-1863, 1866-1882).
بدأ تواصل براكستون كرافن مع المدرسة في سن الـ 19 عام 1841 عندما طُلب منه التسجيل كطالب ومدرّس مساعد في معهد الاتحاد. خلف برانتلي يورك كمدير في عام 1842 وأدار المؤسسة حتى وفاته في عام 1882. كان ضليعًا في النظرية التعليمية، وفي عام 1851 عمل جاهدًا كي تمنح الدولة ترخيصًا للمدرسة لتصبح كلية نورمال لتدريب المعلمين للتدريس في المدارس العامة. ككاهن مرسّم، لجأ لاحقًا إلى الكنيسة الميثودية لكسب الدعم ما أدى إلى تغيير الاسم إلى كلية ترينيتي في عام 1859. أصبحت المدرسة معروفة تحت قيادته، وجذبت الطلاب من وسط ولاية كارولينا، وأيضًا من جميع الولايات الجنوبية بما في ذلك بعض الطلاب من أماكن بعيدة مثل أركنساس وميسوري.
توقفت فترة رئاسة كرافن من عام 1863 حتى عام 1865 بسبب الانقسامات في المؤتمر الميثودي حول إدارته للمدرسة ما أدى إلى استقالته. تعين البروفيسور ويليام تريغ غناواي رئيسًا مؤقتًا. بعد الحرب الأهلية، أُقنع كرافن باستئناف عمله. كان كرافن معلمًا مرموقًا، وعمل كرئيس في نفس الوقت، وأستاذًا للغات القديمة، والعلوم النفسية والأخلاقيات، والميتافيزيقيا، والبلاغة والمنطق، والقانون الوطني والدستوري، والأدب التوراتي.
تزوج آيرين ليتش (21 يناير 1824 - 27 أبريل 1906) في 26 سبتمبر عام 1844. كانت آيرين ليتش أول خريجة أنثى من مدرسة براون (السابقة لمعهد الاتحاد)، ودرّست الحساب في معهد الاتحاد قبل زواجهما. في عام 1881، عندما كان تشارلي سونغ يدرس في كلية ترينيتي، أمضى معظم وقته في منزل كرافن، حيث تعلم على يد السيدة كرافن.
توفي براكستون كرافن عام 1882.
سُميت مدرسة براكستون كرافن الإعدادية نسبةً إليه، وهي مدرسة للصف السادس تقع فيما كانت تُعرف سابقًا بكلية ترينيتي، وبعد ذلك، سُميت جامعة ديوك.

## روايات الخيال
كتب براكستون كرافن أيضًا كتبًا خيالية تحت الاسم المستعار شارلي فيرنون. كتب رواية بعنوان ماري باركر، نشرها برانسون وفارار في عام 1865، وصفت بأنها «رواية مثيرة عن الحياة المبكرة في ولاية كارولينا الشمالية». وهي مدرجة ضمن كتالوغ مكتبة الكونغرس، وتحتفظ جامعة إنديانا بنسخة رقمية منها مأخوذة من نسخة صور مصغرة.